# Hiltrud Leenders
Hiltrud Leenders (* 5. März 1955 in Nierswalde; † 27. Juli 2018) war eine deutsche Schriftstellerin.

## Leben
Hiltrud Leenders wurde am Niederrhein geboren. Nach dem Abitur studierte sie Germanistik und Anglistik und arbeitete zeitweise als Übersetzerin. Zusammen mit ihrem Ehemann Artur Leenders und dem befreundeten Michael Bay veröffentlichte sie 1992 den gemeinsamen Krimi Königsschießen. Bis 2013 schrieben und veröffentlichten Leenders Bay Leenders insgesamt siebzehn Krimis um das fiktive Kriminalkommissariat K1 in Kleve. Die Niederrhein-Krimis des Trio Criminale gehörten in den 1990er und frühen 2000er Jahren zu den bekanntesten Titeln im noch jungen Genre der deutschsprachigen Regionalkrimis. Das Autorentrio überlegte zusammen die Handlungsstränge und die Charaktere der Bücher, wobei Artur Leenders als Arzt und Michael Bay als Psychologe ihr jeweiliges Fachwissen einbrachten. Das eigentliche Schreiben übernahm Hiltrud Leenders. Dazu veröffentlichte das Trio zwei Begleitbücher zu den Krimis im Mercator-Verlag. Daneben verfasste Hiltrud Leenders auch Gedichte und veröffentlichte 1994 einen Lyrikband. 2018 erschien Pfaffs Hof, ein Roman über eine Nachkriegskindheit am Niederrhein. Wenige Wochen später starb sie nach langer, schwerer Krankheit im Alter von 62 Jahren. Mit ihrem Ehemann Artur Leenders hatte sie zwei Söhne, darunter den Schauspieler Philip Leenders.

## Werke

### Als Trio Criminale
- Königsschießen, Grafit-Verlag, Dortmund 1992, ISBN 3-89425-029-1
- Belsazars Ende, Grafit-Verlag, Dortmund 1993, ISBN 3-89425-037-2
- Jenseits von Uedem, Grafit-Verlag, Dortmund 1994, ISBN 3-89425-045-3
- Feine Milde, Grafit-Verlag, Dortmund 1995, ISBN 3-89425-057-7
- Clara!, Grafit-Verlag, Dortmund 1997, ISBN 3-89425-071-2
- Eulenspiegel, Grafit-Verlag, Dortmund 1998, ISBN 3-89425-210-3
- Ackermann tanzt, Grafit-Verlag, Dortmund 1999, ISBN 3-89425-225-1
- Die Schatten schlafen nur, Grafit-Verlag, Dortmund 2000, ISBN 3-89425-244-8
- Augenzeugen, Rowohlt Taschenbuch Verlag, Reinbek bei Hamburg 2002, ISBN 3-499-23281-2
- Die Schanz, Rowohlt Taschenbuch Verlag, Reinbek bei Hamburg 2004, ISBN 3-499-23280-4
- Gnadenthal, Rowohlt Taschenbuch Verlag, Reinbek bei Hamburg 2006, ISBN 3-499-24001-7
- Die Burg, Rowohlt Taschenbuch Verlag, Reinbek bei Hamburg 2007, ISBN 978-3-499-24199-4
- Kesseltreiben, Rowohlt Taschenbuch Verlag, Reinbek bei Hamburg 2009, ISBN 978-3-499-24949-5
- Totenacker, Rowohlt Taschenbuch Verlag, Reinbek bei Hamburg 2011, ISBN 978-3-499-25525-0
- Lavendel gegen Ameisen, Rowohlt Taschenbuch Verlag, Reinbek bei Hamburg 2011, ISBN 978-3-499-25836-7
- Grenzgänger, Rowohlt Taschenbuch Verlag, Reinbek bei Hamburg 2012, ISBN 978-3-499-25841-1
- Spießgesellen, Rowohlt Taschenbuch Verlag, Reinbek bei Hamburg 2013, ISBN 978-3-499-25984-5
- Mörderischer Niederrhein. Ein Kriminalreiseführer zu den Tatorten. Mercator-Verlag, Duisburg 2000, ISBN 3-87463-298-9
- Ackermann kocht. Mörderische Rezepte Mercator-Verlag, Duisburg 2007, ISBN 978-3-87463-416-8

### Als einzelne Autorin
- Hügelan. Gedichte. Sassafras-Verlag, Krefeld 1994, ISBN 3-922690-55-6
- Pfaffs Hof. Roman. Rowohlt, Reinbek bei Hamburg 2018, ISBN 978-3-499-27371-1